# Prepreg
Prepreg é um tipo de compósito pré-impregnado onde um material matrix já se encontra presente. O compósito usualmente toma uma forma entrelaçada ("weave") e a matrix é usada para unir-se entre si e a outros materiais durante o processo de fabricação. Os prepreg são armazenados principalmente em áreas resfriadas uma vez que a ativação é comumente feita por calor. Desta forma, a fabricação de estruturas compostas de prepregs requer um forno ou autoclave para o processo de cura.